# Circolo Sportivo Italiano
Circolo Sportivo Italiano – peruwiański klub piłkarski z siedzibą w mieście Lima.

## Osiągnięcia

### Krajowe
- Primera División

| zwycięstwo (0):     | –    |
| drugie miejsce (1): | 1929 |

## Historia
Klub założony został w 1917 roku, a ostatni raz w pierwszej lidze zagrał w roku 1934. Podczas Copa América 1927 w reprezentacji Peru grało aż 4 graczy klubu Italiano: Segundo Aranda, Antonio Maquilón, Adolfo Muro oraz Jorge Pardón.